# Plennyj
Plennyj (russisk: Пленный) er en russisk-bulgarsk spillefilm fra 2008 af Aleksej Utjitel.

## Medvirkende
- Vjatjeslav Krikunov som Rubakhin
- Pjotr Logatjov som Vovka
- Iraklij Mskhalaia som Dzjamal
- Julija Peresild som Nastja
- Sergej Umanov som Savkin